# 1691年教宗选举秘密会议
1691年教宗选举秘密会议因教宗歷山八世逝世而召开，最终以枢机主教安多尼·皮尼亚泰利当选为教宗意诺增爵十二世告终。此次选举自2月12日持续至7月12日历时共五个月。会议一度陷入僵局，原因在于天主教诸君主反对推选额我略·巴尔巴里戈为教宗，而教宗会议中的部分枢机亦认为其为人过于严苛。直至七月，罗马酷热的夏季使得部分年长或体弱的枢机因高温而相继患病。在此背景下，原本对皮尼亚泰利持保留态度的法国枢机团，虽对其出生于西班牙统治下的那不勒斯有所顾虑，但为促使会议尽快结束，最终决定放弃反对立场，转而支持其当选。正是在这一关键转折下，历时数月陷入僵局的选举方才得以推进，并最终顺利完成。

## 背景
在1689年选出歷山八世的教宗选举会议上，高卢主义问题曾是一个突出的争议焦点。歷山八世的前任依諾增爵十一世曾因拒绝确认法国新主教人选，导致截至1688年时法国共有三十五个教区的主教未获罗马教廷认可。为了确保当选，歷山八世在选举过程中承诺将确认这些未获确认的法国主教以赢得支持。然而讽刺的是，亚历山大于1691年2月1日去世前的最后一件事为谴责《法国教士宣言》。
此外，歷山八世还以任人唯亲（裙带关系）而闻名，这在一定程度上与其年事已高有关。他认为自己的在位时间可能不会太长，因此希望在短暂的教宗任期内尽快使家族受益。这一行为与其前任依諾增爵十一世形成鲜明对比，依諾增爵以清廉自律著称，在位期间从未引发与裙带关系相关的丑闻。

## 秘密会议
教宗选举秘密会议于1691年2月12日正式召开，当时枢机团的成员人数达到了法定上限的70人。然而会议开始时仅有38位选举人出席，不过到了2月19日选举人数增至44位。至7月份依諾增爵十二世当选时，已有61位选举人参会。
教廷派系的枢机们最初意图推举额我略·巴尔巴里戈为教宗，但神圣罗马帝国皇帝利奥波德一世认为他作为威尼斯人，是一个不可接受的人选。尽管利奥波德并未正式行使否决权排除巴尔巴里戈，但他明确表示不希望其当选。除利奥波德外，驻罗马的西班牙大使亦在积极阻挠巴尔巴里戈当选，而法国国王路易十四则因其盟友的意愿也加入反对阵营。
在选举会议中，“热诚派”领导人莱安德罗·科洛雷多率先提出巴尔巴里戈作为教宗候选人。该派系还获得了亚历山大七世的枢机侄子弗拉维奥·基吉的支持。巴尔巴里戈被视为一位道德观念坚定的人物，许多人相信若其当选将有可能废除裙带制度。
尽管利奥波德并未正式排除巴尔巴里戈，但关于他已被否决的谣言仍在枢机之间迅速传播。尽管“热诚派”枢机对此强烈抗议，但枢机团中仍有足够多人承认皇帝具有否决候选人的能力，这一事实最终阻碍了巴尔巴里戈当选。利奥波德派遣使者携带两封信致其支持的枢机，其中一封是公开信，声明他并不希望巴尔巴里戈被排除。而另一封是私信，表达了其确实不希望巴尔巴里戈当选的真实意图，但亦不愿为此承担责任，而是希望由西班牙方面承担排除其候选资格的责任。此外一些心态较为功利的枢机担心巴尔巴里戈若当选，会如依諾增爵十一世般实行严厉治理，这种担忧也致使其落选。
到了四月底，枢机们已普遍意识到巴尔巴里戈不可能当选教宗，会议因此进入了无明确方向的僵局阶段。每日的正式投票均未产生任何有效结果，下午的补充投票也常常只是重复上午的僵持局面，甚至出现了自1503年以来首次非枢机获得选票的情况。由于始终无法确定谁是最有可能当选的人选，局势愈发混乱。更有甚者，几位枢机在居所打牌时不慎打翻油灯引发火灾，导致部分居所被烧毁无法继续使用。所幸此时已有三位枢机在选举期间去世，因此仍有空余房间可供受火灾影响者居住。

## 意诺增爵十二世当选
费代里科·阿尔蒂耶里开始谋求将自己推举为教宗。他一方面试图在公开场合营造对神圣罗马皇帝利奥波德一世友好的形象，同时也在私下争取法国国王路易十四的支持。然而，他遭到“热诚派”以及弗拉维奥·基吉的反对，这足以阻止他赢得选举。
尽管如此，阿尔蒂耶里凭借其拉票活动在会议中确立了作为一名有影响力派系领袖的地位，随后他转而推动其友人安多尼·皮尼亚泰利当选。他努力说服法国枢机相信，尽管皮尼亚泰利出身于那不勒斯（当时处于西班牙控制之下），但他若当选将不会为西班牙效力。皮尼亚泰利早在三月份便已获得一定支持，但票数仍未达到法定多数。至六月底，随着气温升高，一些枢机开始染病，这一变化使皮尼亚泰利的候选资格开始获得更多认同。最终他于1691年7月12日当选为教宗，尽管“热诚派”依旧表示反对。他即位后取名依諾增爵十二世。本次选举会议自召开以来已持续五个多月，是自1305年以来历时最久的一次教宗选举。